# Callochiton levatus
Callochiton levatus är en blötdjursart som beskrevs av Kaas, Van Belle och Dieter Strack 2006. Callochiton levatus ingår i släktet Callochiton och familjen Ischnochitonidae. Inga underarter finns listade i Catalogue of Life.